# Dmytro Koeleba
Dmytro Ivanovytsj Koeleba (Oekraïens: Дмитро Іванович Кулеба) (Soemy, 19 april 1981) is een Oekraïens politicus, diplomaat en communicatieadviseur. Tot 5 september 2024 was hij minister van Buitenlandse Zaken. Daarnaast was hij lid van de Nationale Defensie- en Veiligheidsraad van Oekraïne.
Koeleba is een van de jongste diplomaten in de geschiedenis van Oekraïne. Eerder was hij vicepremier van Oekraïne, belast met de betrekkingen met de Europese Unie en de NAVO. Tussen 2016 en 2019 was hij vertegenwoordiger van Oekraïne bij de Raad van Europa.

## Biografie
Koeleba is geboren op 19 april 1981 in de oostelijke stad Soemy. In 2003 studeerde hij af aan het Instituut voor Internationale Betrekkingen van de Nationale Taras Sjevtsjenko-universiteit van Kiev. Koeleba was sinds 2003 werkzaam in de diplomatieke dienst van Oekraïne en het ministerie van Buitenlandse Zaken. In 2013 verliet hij de overheidsdienst omdat hij het niet eens was met de koers van toenmalig president Viktor Janoekovytsj. Hij nam actief deel aan de Euromaidan-protesten in 2013-2014.
Op het hoogtepunt van de beginfase van de Russische agressie tegen Oekraïne in 2014, besloot Koeleba als ambassadeur terug te keren naar het ministerie van Buitenlandse Zaken om strategische communicatie te lanceren. Hij introduceerde de concepten van digitale diplomatie, strategische communicatie, culturele diplomatie en publieke diplomatie in het werk van het ministerie.
In 2016 werd Koeleba benoemd tot vertegenwoordiger van Oekraïne bij de Raad van Europa. Van augustus 2019 tot maart 2020 was hij vicepremier voor Europese en Euro-Atlantische Integratie. Hij was minister van Buitenlandse Zaken van 4 maart 2020 tot 4 september 2024.

## Persoonlijk leven
Koeleba schreef een bestseller "The War for Reality. How to Win in the World of Fakes, Truths and Communities" (2019) over moderne communicatie, mediageletterdheid, en het tegengaan van desinformatie. In december 2017 werd Koeleba uitgeroepen tot de beste Oekraïense ambassadeur van het jaar 2017. 

### Familie
Koeleba's moeder is Yevhenia Koeleba. Zijn vader Ivan Koeleba is diplomaat en was onder meer onderminister van Buitenlandse Zaken van Oekraïne (2003-2004) en ambassadeur van Oekraïne in Egypte (1997-2000), Tsjechië (2004-2009), Kazachstan (2008-2019) en Armenië (sinds 2019).
Koeleba is getrouwd en heeft twee kinderen: Jehor (geboren in 2006) en Ljoebov (geboren in 2011). Koeleba's vrouw Jevhenia stond nummer 1 op de lijst voor de gemeenteraad van Kiev van de partij Sloeha Narodu (letterlijk vertaald: dienaar van het volk) bij de lokale verkiezingen van 2020 in Kiev op 25 oktober 2020. Zij is lid van de gemeenteraad van Kiev en heeft daar de functie van secretaris van de permanente commissie voor milieubeleid.